# Оргодолин Уйтумен
Оргодолин Уйтумен (монг. Оргодолын Үйтүмэн; нар. 29 квітня 1989, сомон Есонзуйл, аймак Уверхангай) — монгольський борець вільного стилю, дворазовий срібний та бронзовий призер чемпіонатів Азії, бронзовий призер Азійських ігор, учасник двох Олімпійських ігор.

## Біографія
Боротьбою почав займатися з 2004 року в сьомому класі. Після закінчення школи у 2007 році, наступного 2008 року переїхав до столиці Улан-Батора для подальшого навчання. Виступає за борцівський клуб «Абрагх» з Улан-Батора, тренер — Цогтбаяр. У 2014 році виграв Чемпіонат світу з боротьби серед військовослужбовців.

## Спортивні результати на міжнародних змаганнях

### Виступи на Олімпіадах
| Змагання                                   | Збірна   | Вагова категорія          | Місце |
| ------------------------------------------ | -------- | ------------------------- | ----- |
| Боротьба на літніх Олімпійських іграх 2012 | Монголія | вільна боротьба, до 84 кг | 14    |
| Боротьба на літніх Олімпійських іграх 2016 | Монголія | вільна боротьба, до 86 кг | 15    |

### Виступи на Чемпіонатах світу
| Змагання                        | Збірна   | Вагова категорія          | Місце |
| ------------------------------- | -------- | ------------------------- | ----- |
| Чемпіонат світу з боротьби 2013 | Монголія | вільна боротьба, до 84 кг | 8     |
| Чемпіонат світу з боротьби 2014 | Монголія | вільна боротьба, до 86 кг | 26    |
| Чемпіонат світу з боротьби 2015 | Монголія | вільна боротьба, до 86 кг | 8     |
| Чемпіонат світу з боротьби 2017 | Монголія | вільна боротьба, до 86 кг | 21    |
| Чемпіонат світу з боротьби 2018 | Монголія | вільна боротьба, до 86 кг | 11    |
| Чемпіонат світу з боротьби 2019 | Монголія | вільна боротьба, до 86 кг | 26    |

### Виступи на Чемпіонатах Азії
| Змагання                       | Збірна   | Вагова категорія          | Місце  |
| ------------------------------ | -------- | ------------------------- | ------ |
| Чемпіонат Азії з боротьби 2013 | Монголія | вільна боротьба, до 84 кг | 7      |
| Чемпіонат Азії з боротьби 2014 | Монголія | вільна боротьба, до 86 кг | Бронза |
| Чемпіонат Азії з боротьби 2016 | Монголія | вільна боротьба, до 86 кг | Срібло |
| Чемпіонат Азії з боротьби 2018 | Монголія | вільна боротьба, до 86 кг | Срібло |

### Виступи на Азійських іграх
| Змагання           | Збірна   | Вагова категорія          | Місце  |
| ------------------ | -------- | ------------------------- | ------ |
| Азійські ігри 2018 | Монголія | вільна боротьба, до 86 кг | Бронза |

### Виступи на Кубках світу
| Змагання                    | Збірна   | Вагова категорія          | Місце |
| --------------------------- | -------- | ------------------------- | ----- |
| Кубок світу з боротьби 2014 | Монголія | вільна боротьба, до 86 кг | 5     |
| Кубок світу з боротьби 2016 | Монголія | вільна боротьба, до 86 кг | 6     |
| Кубок світу з боротьби 2017 | Монголія | вільна боротьба, до 86 кг | 6     |
| Кубок світу з боротьби 2018 | Монголія | команда                   | 6     |
| Кубок світу з боротьби 2019 | Монголія | команда                   | 6     |

### Виступи на інших змаганнях
| Змагання                                                        | Збірна   | Вагова категорія          | Місце  |
| --------------------------------------------------------------- | -------- | ------------------------- | ------ |
| Чемпіонат світу з боротьби серед студентів 2010                 | Монголія | вільна боротьба, до 74 кг | 11     |
| Відкритий кубок Монголії з боротьби 2012                        | Монголія | вільна боротьба, до 84 кг | Бронза |
| Олімпійський кваліфікаційний турнір з боротьби 2012 (Астана)    | Монголія | вільна боротьба, до 84 кг | 5      |
| Олімпійський кваліфікаційний турнір з боротьби 2012 (Гельсінкі) | Монголія | вільна боротьба, до 84 кг | Срібло |
| Гран-прі «Іван Яригін» 2013                                     | Монголія | вільна боротьба, до 84 кг | 18     |
| Кубок Президента Бурятської Республіки з боротьби 2013          | Монголія | вільна боротьба, до 84 кг | Бронза |
| Відкритий кубок Монголії з боротьби 2013                        | Монголія | вільна боротьба, до 84 кг | Срібло |
| Міжнародний турнір Дінмухамеда Кунаєва 2013                     | Монголія | вільна боротьба, до 84 кг | 7      |
| Золотий Гран-прі з боротьби 2014 (Париж)                        | Монголія | вільна боротьба, до 86 кг | 7      |
| Турнір Яшара Догу 2014                                          | Монголія | вільна боротьба, до 86 кг | 11     |
| Відкритий кубок Монголії з боротьби 2014                        | Монголія | вільна боротьба, до 86 кг | 9      |
| Міжнародний турнір Дінмухамеда Кунаєва 2014                     | Монголія | вільна боротьба, до 86 кг | Золото |
| Чемпіонат світу з боротьби серед військовослужбовців 2014       | Монголія | вільна боротьба, до 86 кг | Золото |
| Гран-прі «Іван Яригін» 2015                                     | Монголія | вільна боротьба, до 86 кг | Срібло |
| Турнір Олександра Медведя 2015                                  | Монголія | вільна боротьба, до 86 кг | 24     |
| Кубок Президента Бурятської Республіки з боротьби 2015          | Монголія | вільна боротьба, до 86 кг | Бронза |
| Відкритий кубок Монголії з боротьби 2015                        | Монголія | вільна боротьба, до 86 кг | Срібло |
| Кубок Президента Казахстану з боротьби 2015                     | Монголія | вільна боротьба, до 86 кг | Срібло |
| Всесвітні ігри військовослужбовців 2015                         | Монголія | вільна боротьба, до 86 кг | Бронза |
| Турнір Дана Колова — Николи Петрова 2016                        | Монголія | вільна боротьба, до 86 кг | Бронза |
| Турнір Яшара Догу 2016                                          | Монголія | вільна боротьба, до 86 кг | 9      |
| Олімпійський кваліфікаційний турнір з боротьби 2016 (Астана)    | Монголія | вільна боротьба, до 86 кг | Золото |
| Гран-прі Іспанії з боротьби 2016                                | Монголія | вільна боротьба, до 86 кг | Бронза |
| Кубок Президента Бурятської Республіки з боротьби 2017          | Монголія | вільна боротьба, до 86 кг | Срібло |
| Відкритий кубок Монголії з боротьби 2017                        | Монголія | вільна боротьба, до 86 кг | Срібло |
| Турнір Дмитра Коркіна 2017                                      | Монголія | вільна боротьба, до 86 кг | Бронза |
| Міжнародний турнір Дінмухамеда Кунаєва 2017                     | Монголія | вільна боротьба, до 86 кг | Бронза |
| Гран-прі «Іван Яригін» 2018                                     | Монголія | вільна боротьба, до 86 кг | 12     |
| Кубок Президента Бурятської Республіки з боротьби 2018          | Монголія | вільна боротьба, до 86 кг | Бронза |
| Турнір Дмитра Коркіна 2018                                      | Монголія | вільна боротьба, до 86 кг | Бронза |
| Міжнародний турнір Дінмухамеда Кунаєва 2018                     | Монголія | вільна боротьба, до 86 кг | Золото |
| Гран-прі «Іван Яригін» 2019                                     | Монголія | вільна боротьба, до 86 кг | Бронза |
| Відкритий кубок Монголії з боротьби 2019                        | Монголія | вільна боротьба, до 86 кг | Золото |
| Всесвітні ігри військовослужбовців 2019                         | Монголія | вільна боротьба, до 86 кг | 5      |
| Міжнародний турнір Дінмухамеда Кунаєва 2019                     | Монголія | вільна боротьба, до 86 кг | 7      |
| Гран-прі «Іван Яригін» 2020                                     | Монголія | вільна боротьба, до 86 кг | 8      |